# 356
Cette page concerne l'année 356  du calendrier julien. Pour l'année 356 av. J.-C., voir 356 av. J.-C. Pour le nombre 356, voir 356 (nombre).
L'année 356 est une année bissextile qui commence un lundi.

## Événements
- 9 février : Athanase d'Alexandrie est chassé de son siège et cherche refuge dans le désert de Haute-Égypte[1].

- 19 février, Milan : Constance II publie un décret qui interdit sous peine de mort de faire des sacrifices et d'adorer les idoles païennes dans l'Empire romain[2].
- Entre le 7 avril et le 19 mai (date probable)[3] : Le concile arien de Béziers est réuni par Constance II, à la demande de Saturnin d'Arles. Les partisans du Credo de Nicée sont jugés et exilés. Hilaire est exilé en Phrygie[1].
- 1er juin : translation des reliques de Timothée d'Éphèse à l'église des Saints-Apôtres de Constantinople[4].
- 24 juin : Julien disperse les Alamans qui assiégeaient Autun[5].
  - Sans argent et à son arrivée presque sans troupes, Julien parvient à débloquer Autun et à rallier à Reims le gros des troupes romaines d'Ursicinus et Marcellus, par Auxerre et Troyes. Il gagne la vallée de la Moselle où son arrière-garde est surprise près de Decempagi, puis obtient une victoire à Brocomagus. Il renforce son armée de contingents francs, réoccupe Trèves et Cologne vers la fin de l'été, et revient hiverner à Senonae (peut-être Sens). Les barbares, dans un retour offensif, viennent l’y assiéger, mais la ville tient bon[5].
- Juillet : Bataille de Tarquimpol/Decempagi, où les Alamans attaquent le futur empereur romain Julien[6].
- Juillet-novembre : Constance II quitte Milan pour une campagne contre les Alamans en Rhétie[7].
- 25 juillet : Constance II est à Messadensis (localisation inconnue)[8].
- 2 septembre : Constance II est à Dinumma (localisation inconnue)[8].
- 10 novembre : Constance II est Milan où il hiverne[8].

- Échec de l’intrigue et de l’ambassade du préfet du prétoire Musonianus en Perse. Shapur II maintient ses droits sur l’Arménie et la Mésopotamie[9].

## Décès en 356
- Antoine le Grand, fondateur de l'érémitisme chrétien. .